# Siga La Luna
Siga La Luna é um festival de música cultural ao ar livre que promove música, dança, artes plásticas e visuais, gastronomia e empreendedorismo local  e acontece em diversas cidades de Angola. O Siga La Luna é uma marca registada da 3XU Eventos, produtora angolana de eventos com mais de 20 anos no mercado de entretenimento. Com o seu maior ponto de destaque na região sul de Angola, conta com uma média de 118 edições desde a sua criação e abrange milhares de participantes em cada edição.

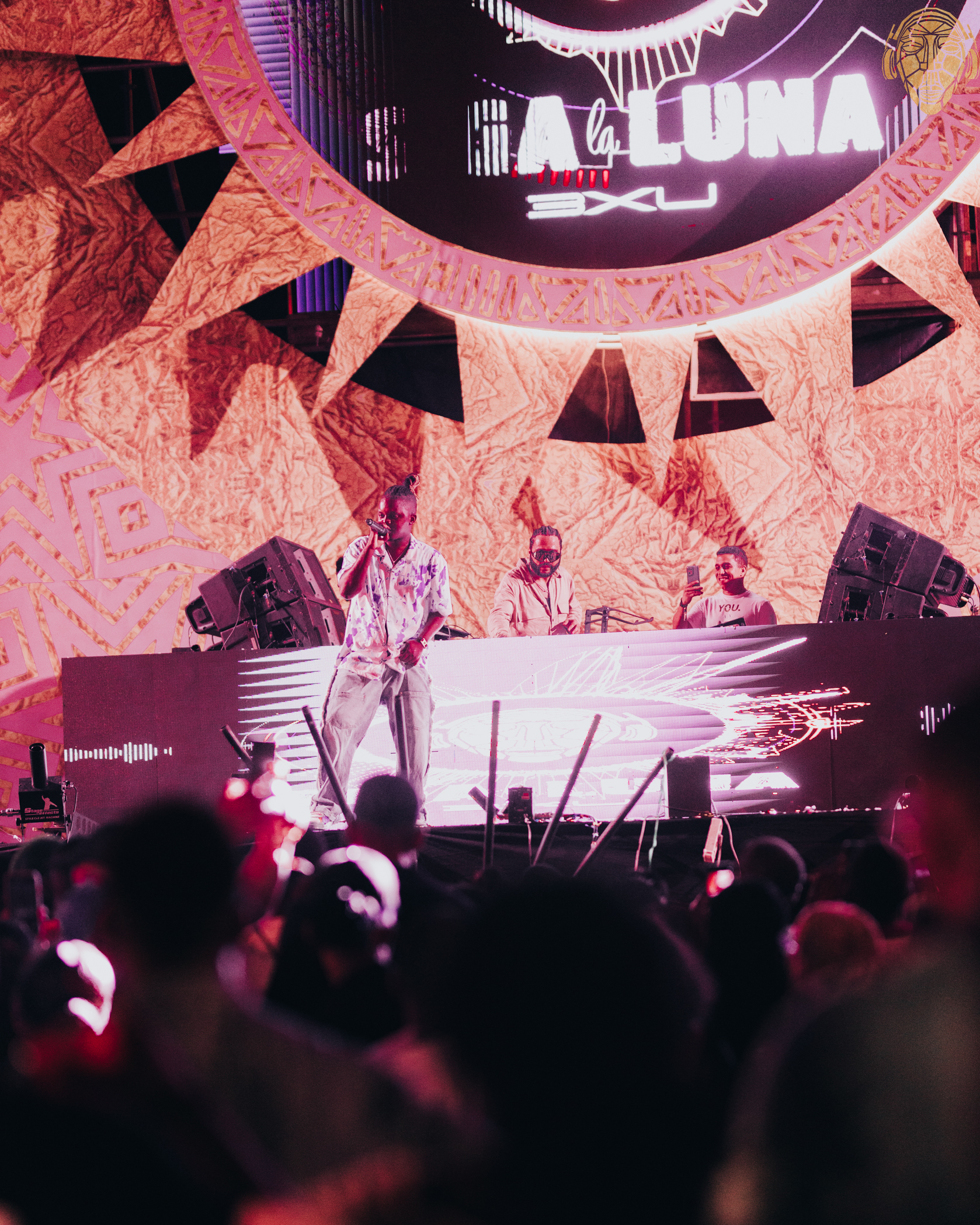
Johnn Trouble no Siga La Luna

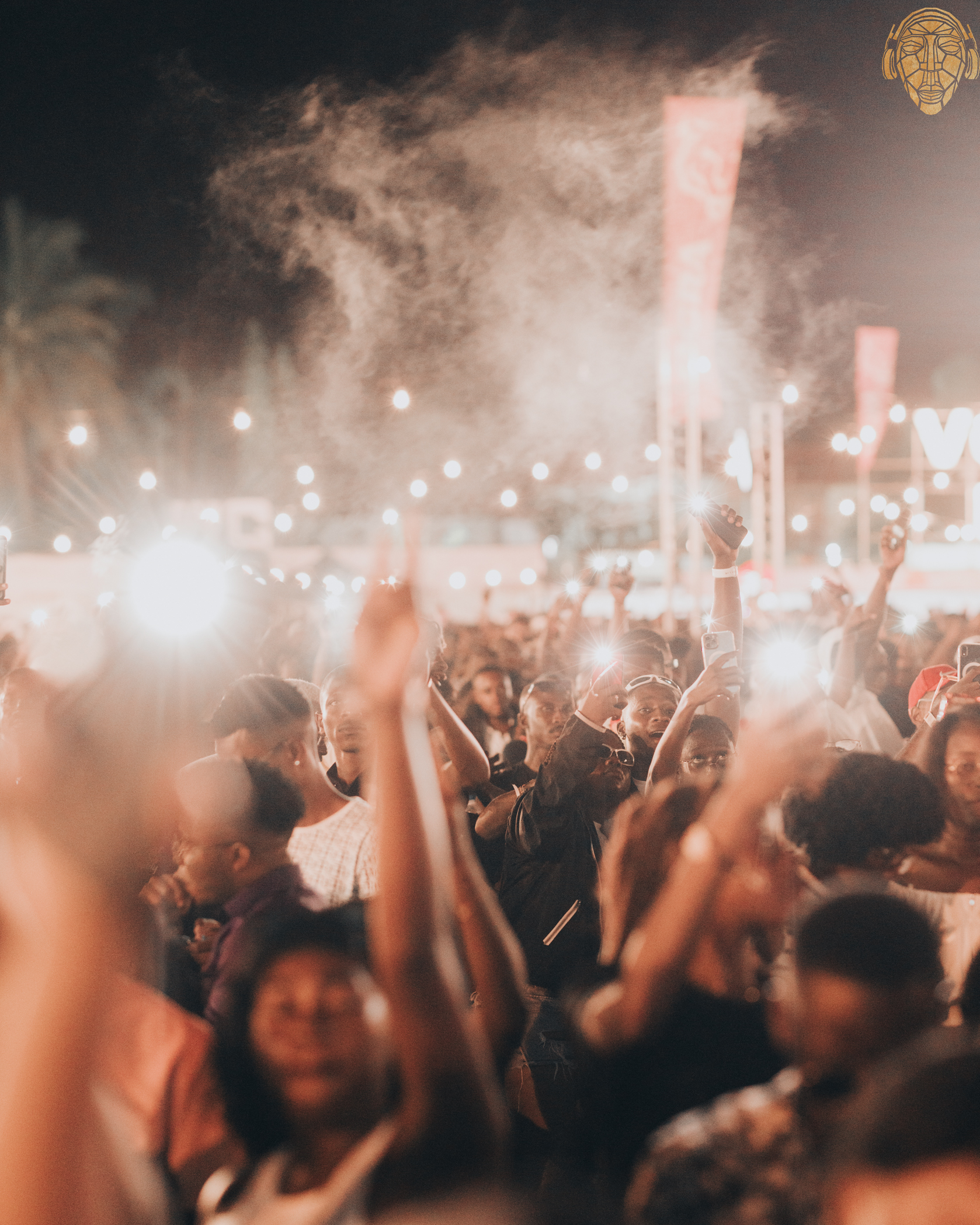
Pessoas no Siga La Luna

## História
Concebido e criado em 2016 pelo empresário e promotor de eventos Hélio dos Santos, fundador da 3XU Eventos, como um Sunset.

## Etimologia

### Origem do nome
O nome Siga La Luna, surge da ideia de seguir a lua até ao encontro do sol, traduzida a ideia para o espanhol surgiu o nome Siga La Luna. Com o passar do tempo e das edições o festival ganhou forma e personalidade própria, com traços e características distintas culminando na personificação e materialização do espírito e da alma do festival. Deu-se assim o nascimento da Luna, figura mística que representa não só o evento, como também e principalmente os valores universais que caracterizam o festival, valores como a paz, liberdade, amor, fraternidade e união através da música.

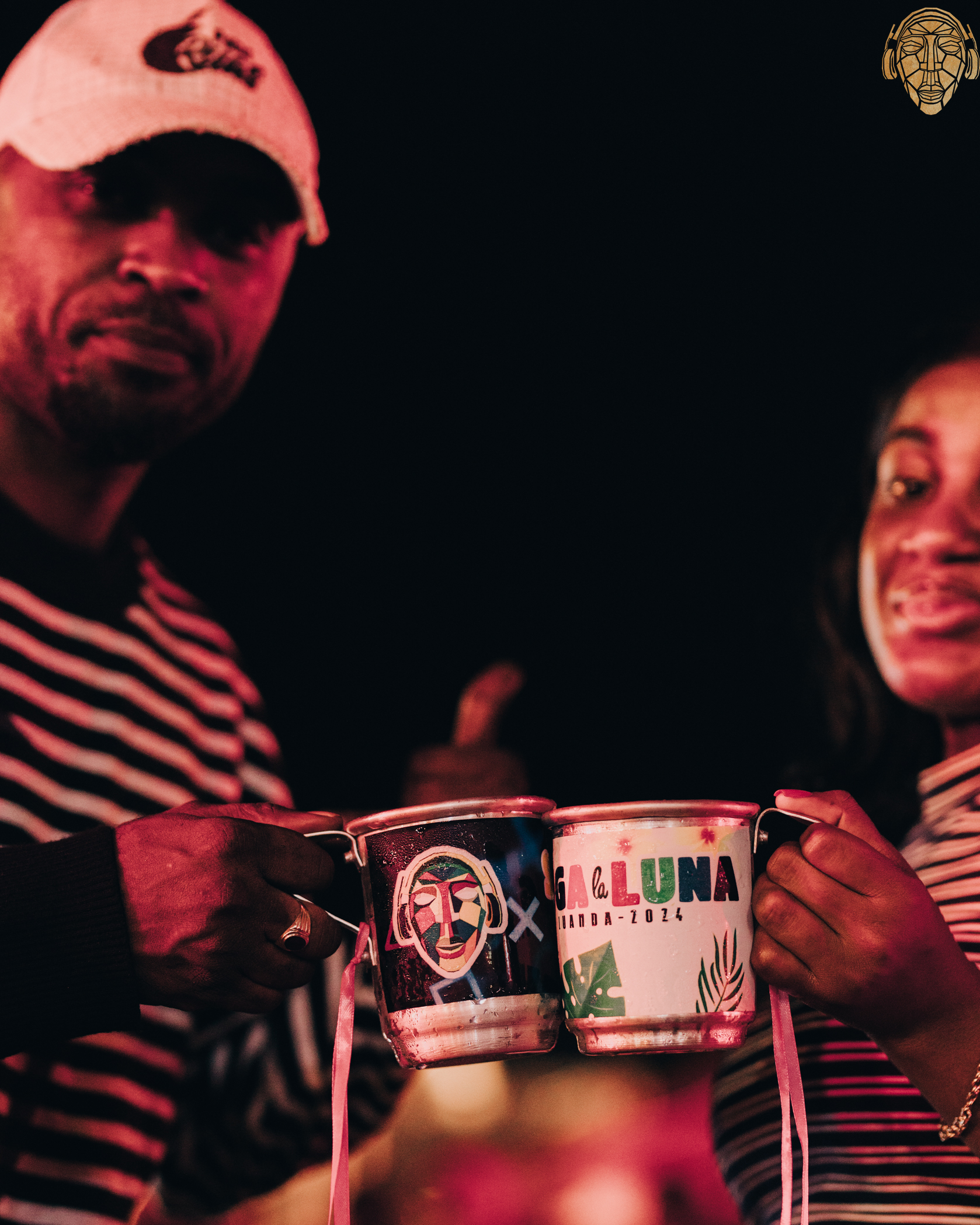
Pessoas bebendo no Siga La Luna